# Mamerto Esquiú

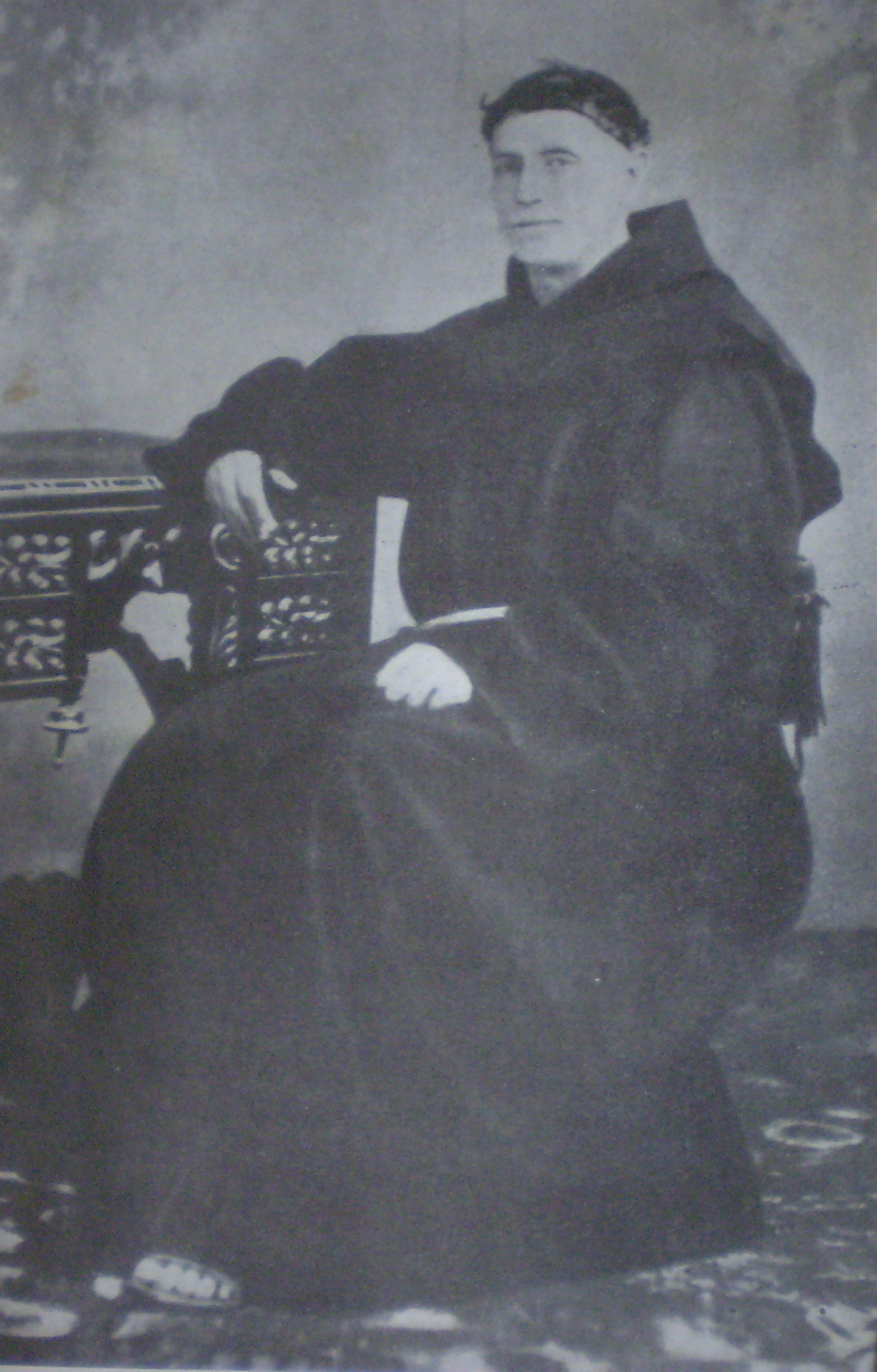
Mamerto Esquiú

Mamerto Esquiú y Medina OFM Obs (* 11. Mai 1826 in Piedra Blanca, Provinz Catamarca, Argentinien; † 10. Januar 1883 in El Suncho, Córdoba) war ein argentinischer Ordensgeistlicher und römisch-katholischer Bischof von Córdoba. In der Römisch-katholischen Kirche wird er als Seliger verehrt.

## Leben
Mamerto Esquiú zeigte bereits als Kind eine Neigung zum Ordensleben und trat der Ordensgemeinschaft der Franziskaner-Observanten bei. Am 14. Juli 1842 legte er im Alter von 16 Jahren die erste Profess ab und empfing am 18. Oktober 1848 das Sakrament der Priesterweihe. Er unterrichtete an der Klosterschule seiner Ordensniederlassung in San Fernando del Valle de Catamarca und galt als begeisterter Prediger. Breite Aufmerksamkeit erhielt seine Predigt anlässlich der Treueerklärung für die Verfassung der 1853 gegründeten Argentinischen Republik. Zwar kritisierte Esquiú die liberale Ausrichtung der Verfassung, rief aber zur Loyalität gegenüber den verfassungsgemäßen Institutionen auf. Trotz zunehmender Enttäuschung über die Auseinandersetzungen zwischen den Interessengruppen und bewaffneten Auseinandersetzungen engagierte er sich wiederholt in beratenden Versammlungen in seiner Heimatprovinz. Von 1862 bis 1875 hielt er sich überwiegend in Bolivien auf, wo er hauptsächlich im katholischen Bildungswesen und als Publizist tätig war. Ab 1875 blieb er für den Rest seines Lebens in Argentinien, wenngleich ihn die politischen und kulturellen Entwicklungen im Land befremdeten. Unter den Katholiken erfreute er sich allerdings hohen Ansehens, was zusammen mit seinem Ruf als „Redner der Verfassung“ dazu führte, dass er zum Erzbischof von Buenos Aires ernannt werden sollte. Diesen Ruf lehnte er jedoch ab.
Papst Leo XIII. ernannte ihn am 27. Februar 1880 zum Bischof von Córdoba. Esquiú akzeptierte diese Ernennung mit dem Hinweis, dass er im Willen des Papstes den Willen Gottes sehe. Die Bischofsweihe spendete ihm der Erzbischof von Buenos Aires, Federico León Aneiros, am 12. Dezember desselben Jahres in Buenos Aires. Die Amtseinführung in Córdoba fand am 17. Januar 1881 statt.

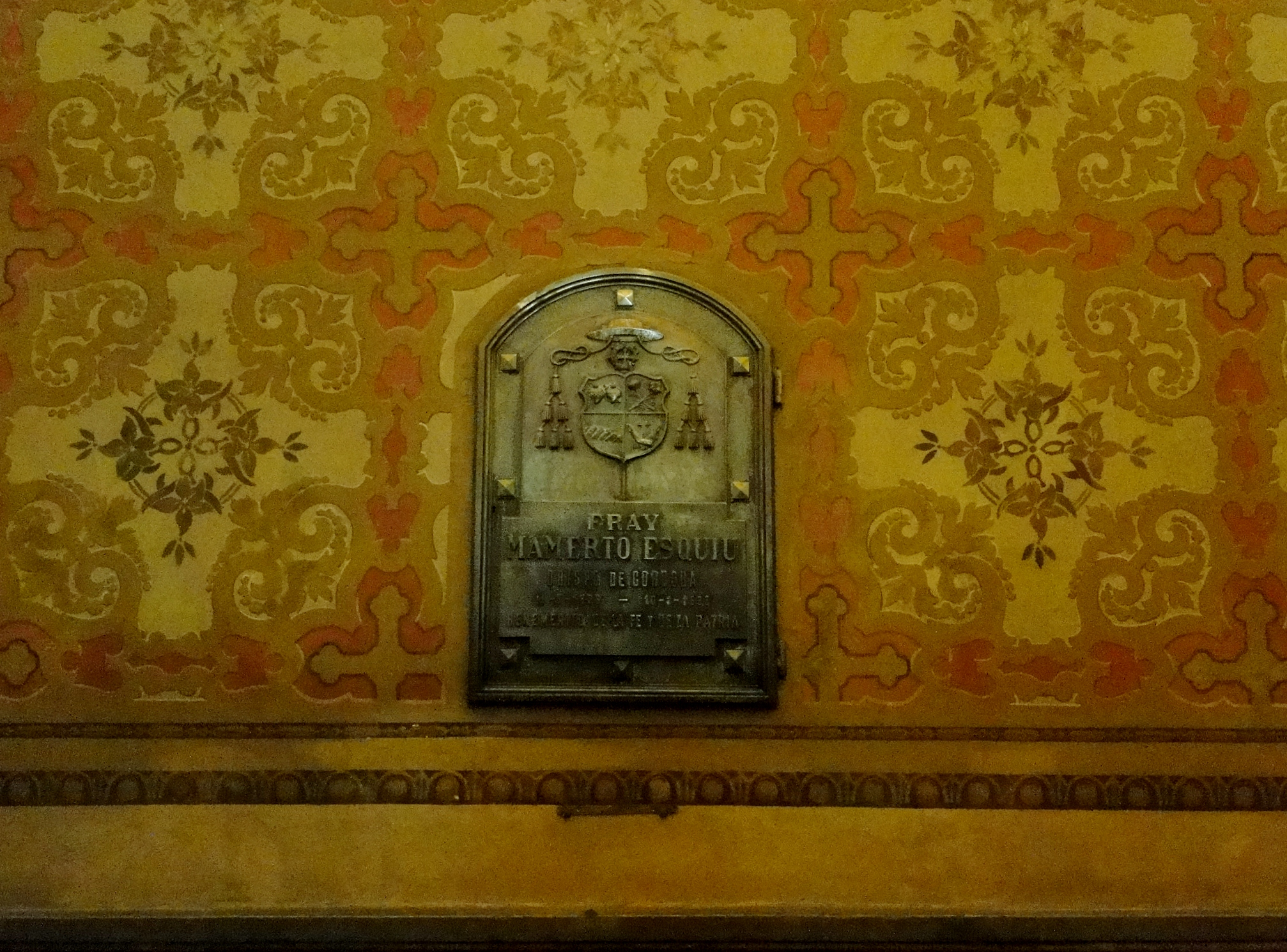
Mamerto Esquiús Grab in der Kathedrale von Córdoba

Mamerto Esquiú starb im Alter von nur 56 Jahren und wurde in der Kathedrale von Córdoba begraben. Sein Herz wurde separat im Franziskanerkonvent in San Fernando del Valle de Catamarca aufbewahrt und als Reliquie verehrt. Dort wurde es im Herbst 1990 gestohlen, nach wenigen Tagen jedoch wiedergefunden. Nach einem weiteren Diebstahl im Januar 2008 blieb das Herz verschwunden, obwohl der Dieb gefasst wurde.
Das Departamento Fray Mamerto Esquiú, der Verwaltungsbezirk, in dem sein Geburtsort liegt, wurde nach ihm benannt.

## Seligsprechungsverfahren
Der im Jahr 1930 eröffnete diözesane Informationsprozess wurde 1945 abgeschlossen. Unter Papst Paul VI. wurde 1978 das Verfahren in Rom offiziell eröffnet. Papst Benedikt XVI. erkannte ihm am 16. Dezember 2006 den heroischen Tugendgrad zu. Am 19. Juni 2020 bestätigte Papst Franziskus ein seiner Fürsprache zugeschriebenes Wunder als letzte Voraussetzung für die Seligsprechung. Diese nahm der emeritierte Erzbischof von Tucumán, Luis Héctor Kardinal Villalba, als päpstlicher Legat am 4. September 2021 vor der Kirche San José in Mamerto Esquiús Geburtsort Piedra Blanca vor.